# Агу де Бо
Агу (Аго) де Бо (фр. Agout des Baux, лат. Agotus de Baucio, ум. 1346) — французский военачальник, участник Столетней войны.
Сын Бертрана I де Бо, графа д’Авеллино, и Агаты де Мевуйон. Унаследовал от матери земли Брант, Каромб и Плезиан в диоцезе Ди. Некоторое время управлял владениями своего племянника дофина Вьеннского Умберта II, женатого на Марии де Бо, графине Андрии.

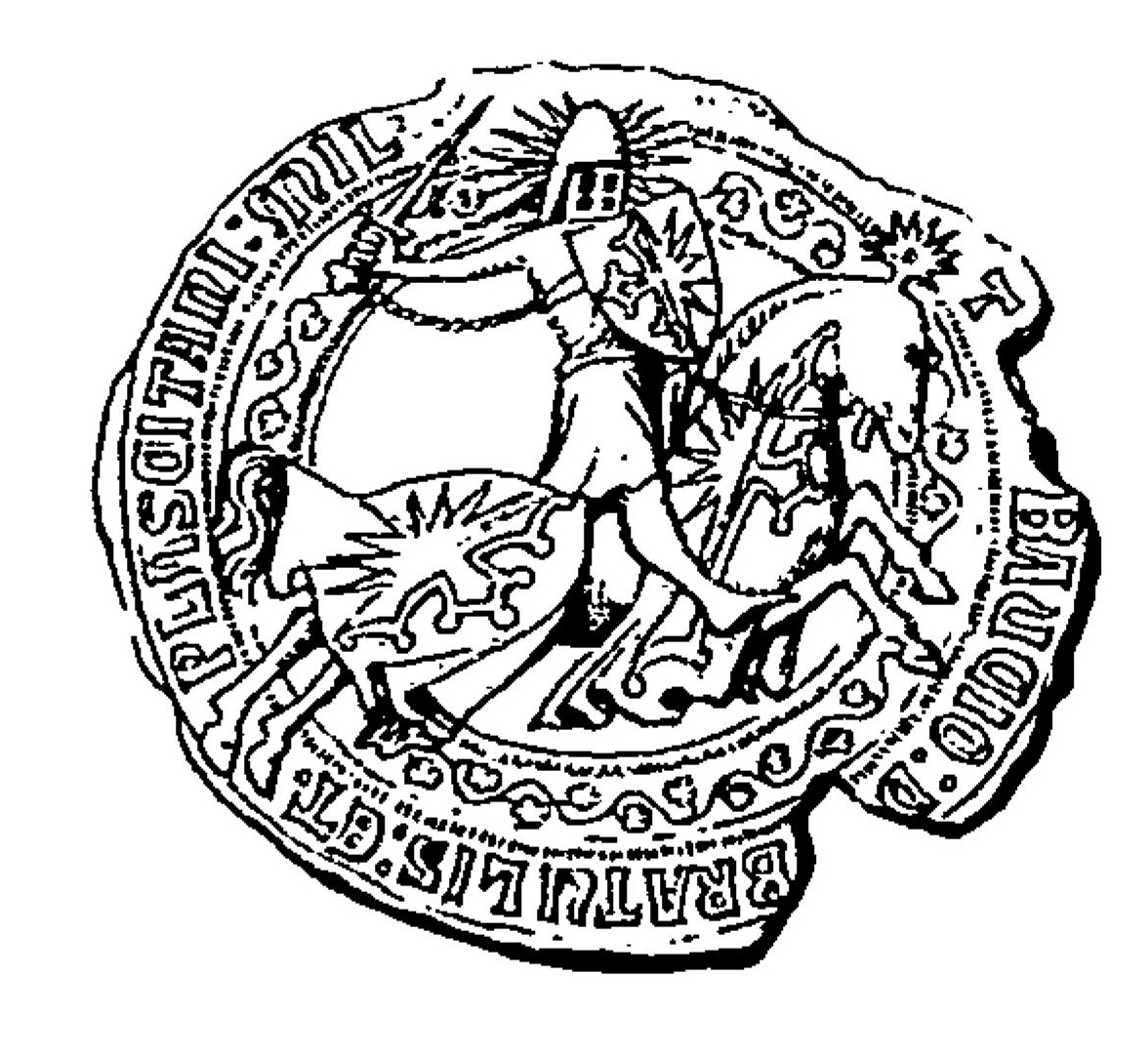
Печать Агу де Бо

В отличие от своих братьев, не участвовал в итальянских делах, но, будучи воином, как и все в его роду, предложил свой меч королю Франции. В 1339 вместе с дофином пришел на помощь Филиппу VI в войне с англичанами и фламандцами. 7 января 1340 получил от короля пожизненный пенсион в 400 турских ливров; признал себя его вассалом и принес тесный оммаж королю, его сыну Жану, герцогу Нормандскому и их наследникам, королям Франции; поклялся хранить верность королю в войнах, которые могут начаться с англичанами или другими врагами, за исключением тех, что могут вестись против Церкви или дофина Вьеннского, вассалом которого он был до получения пенсиона. 30 октября 1340 принц Жан назначил Агу де Бо сенешалем Бокера и Нима.
Принимал участие в походе графа Валентинуа в Ажене с 10 июня по 12 июля 1341, приведя с собой трех рыцарей и 19 оруженосцев.
В 1342 назначен сенешалем Тулузы и Альби и капитан-генералом короля в Лангедоке. 23 сентября 1344 в Каоре принц Жан, герцог Нормандский, пожаловал ему 500 турских ливров в награду за службу.
По сообщению Жана Фруассара, Агу де Бо руководил осенью 1345 обороной Ла-Реоля от войск Генри Гросмонта, графа Дерби. После девяти недель осады жители решили сдать город, но Агу со своими людьми заперся в неприступном замке на скале и оборонялся ещё пять недель. Когда положение стало безнадежным, он вступил с англичанами в переговоры, добиваясь свободного выхода гарнизона с оружием и имуществом. Англичане в ответ заявили, что не в его положении торговаться, и что они готовы выпустить только знатных рыцарей, а с обычными воинами поступят, как захотят.
По словам Фруассара:

…сеньор Аго сказал в ответ: «Конечно, господа, вынужденные вступить в переговоры, мы рассчитывали увидеть с вашей стороны лишь честь и благородство. Мы думали, что вы окажете нам такую же любезность, какую вы ожидали бы от короля Франции или герцога Нормандского для ваших рыцарей и себя лично, если бы оказались в тяжелых обстоятельствах, сходных с нашими. Поэтому, если угодно Богу, не унижайте своё благородство и знатность из-за горстки солдат, которые с великим трудом заработали свои деньги и которых я привел с собой из Прованса, Савойи и дофината Вьеннского. Ибо знайте, что я предполагаю следующее: если самым простым нашим воинам не будет обещана безопасность наравне с самыми знатными, мы продадим свои жизни так дорого, как этого ещё никогда не делали люди, осажденные в крепости. Я вас прошу, чтобы вы соизволили это учесть и принять во внимание. Проявите к нам чувство воинского товарищества, и мы будем вам за это признательны».— Жан Фруассар. Хроники, с. 466
Англичане, и так потратившие много времени на осаду, понимавшие, что под цитадель Ла-Реоля невозможно подвести подкоп, и слегка пристыженные напоминанием о правилах чести, со стороны даже не подданного французской короны, а иноземного рыцаря, выпустили гарнизон, после чего Агу вернулся в Тулузу.
Современные историки, впрочем, подвергают сомнению участие Агу де Бо в обороне Ла-Реоля, предполагая, что он мог попасть в плен к англичанам в битве при Обероше 21 октября.

## Семья
Жена: Катрин Арто де Шатийон
- Бертран де Бо (ум. 1374/1375). На французской службе. В 1346 стал сенешалем Сентонжа. Женился в 1336 на своей кузине Екатерине де Бо де Куртезон и принял титулы сеньора де Брант, Плезиан и Куртезон, хотя не принадлежал к линии Куртезон-Оранж.
- Драгонне де Бо (ум. после 1362), сеньор де Вильфранш. Каноник.
- Раймонд де Бо (ум. после 1381), каноник.
- Луи де Бо
- Амьель де Бо (ум. после 1374), сеньор де Каромб. Сенешаль Нима и Бокера. Жена: Изабелла де Линьер. Умер бездетным, и с ним пресеклась ветвь Брант и Плезиан. Земли завещал кузине Алисе де Бо.
- Агата де Бо. Муж: Декан III, виконт д’Юзес
- Сесилия де Бо
- Боси (Бауция) де Бо (ум. 1390). Муж: Гантельми де Бодинар